# Петросян, Ваге
Ваге Петросян (3 сентября 1938, Эрак, Иран) — американский астрофизик, доктор физико-математических наук, профессор Стэнфордского университета (1980).     

## Биография
Изучал физику и астрофизику в Корнельском университете (в 1958—1962 гг., бакалавр и 1962—1963 гг., магистратура). В 1963—1967 годах защитил кандидатскую диссертацию, а после защитил и докторскую диссертацию. 

## Карьера
Основными областями научных интересов профессора Петросяна являются теоретическая астрофизика с акцентом на астрофизические процессы высоких энергий в солнечных и звездных вспышках, гамма-всплесках, аккреционных дисках звездных и активных галактических чёрных дыр и скоплений галактик, а также в космологии: ранняя фаза Вселенной, эволюция галактик и квазаров, дуги в скоплениях галактик и гравитационное линзирование. 
Его исследовательские интересы касались двух широких областей астрофизики высоких энергий и космологии. Первая область включает исследования ускорения, переноса и излучения нетепловых частиц, разработанные в первую очередь для применения к солнечным вспышкам. Эта работа также нашла применение во множестве других астрофизических источников, включая аккреционные диски, гамма-всплески и скопления галактик. Работа в области космологии сосредоточена на эволюции галактик и квазаров (и АЯГ в целом), а также на светящихся дугах в скоплениях галактик. Другой интерес был в области статистических методов, имеющих отношение к анализу астрономических данных. Эта работа, выполненная в сотрудничестве с Б. Эфроном из Статистического отдела Стэнфорда, была сосредоточена на разработке новых непараметрических методов определения распределения астрономических источников по усеченным данным.
Профессор Петросян опубликовал более 250 научных работ по различным темам, включая гамма-всплески (> 40 публикаций), квазары и АЯГ (> 20), солнечные вспышки (> 70), статистические методы (> 15) и другие ( >100). С 1973 года у него было более 30 диссертаций студентов и аспирантов и 7 докторантов.

### Открытия
Две блестящие голубые дуги, обнаруженные американскими астрономами, возможно, являются крупнейшими объектами во Вселенной. Плавно изогнутые дуги имеют длину 300 000 световых лет. Они легко могли бы обернуться вокруг нашей галактики Млечного Пути. Об открытии дуг было объявлено на прошлой неделе в Калифорнии на заседании Американского астрономического общества. Дуги сбивают с толку астрономов, которые пытаются объяснить их размер, форму и упорядоченный вид. Два астронома, Ваге Петросян из Стэнфордского университета и Роджер Линдс из Национальной обсерватории Китт-Пик, заметили дуги с помощью 4-метрового оптического телескопа Мэйолл, в Китт-Пик недалеко от Тусона, штат Аризона.

### Участие в советах, комитетах и организациях
- Консультант Национальной обсерватории Китт-Пик (1971–1971)
- Член, Арчетри, Флоренция (1982–1983)
- Член Национальной оптической астрономической обсерватории (НОАО) (1982–1983 гг.)
- Член Nordita (Северный институт теоретической физики[англ.]), Копенгаген (1982–1983 годы)
- Член Корнельского университета (1982–1983 годы).

- Член Обсерватории Медрона, Франция (1989–1990 годы)
- Член Научного института космического телескопа (1996–1996)
- Член Национальной оптической астрономической обсерватории (НОАО) (1998–1998 гг.)
- Член Института перспективных исследований Бохумского университета[нем.] (2000–2000 годы)
- Член Eta Kappa Nu[англ.], IEEE
- Член Тау-Бета-Пи[англ.], Общества чести инженеров.
- Член Королевского астрономического общества
- Член Международного астрономического союза[5]
- Член Американского астрономического общества[2]
- Член Армянского астрономического общества (2007)
- Иностранный член НАН РА (2008 г.)[1]